# 어차피, 사랑하고 만다
어차피, 사랑하고 만다(일본어: どうせ、恋してしまうんだ。)는 미츠이 하루카가 쓰고 그린 일본 만화 시리즈이다. 2020년 11월부터 고단샤의 순정 만화 잡지 나카요시에 연재되었으며, 2024년 8월 기준 단행본 9권으로 챕터가 수집되었다. 타이푼 그래픽스가 제작한 애니메이션 TV 시리즈 각색판은 2025년 1월 첫 방송된다.

## 성우
- 신후쿠 사쿠라
- 우라 가즈키
- 치바 쇼야
- 우에무라 유토
- 타도코로 아즈사
- 우메하라 유이치로
- 나즈카 카오리